# Трактор

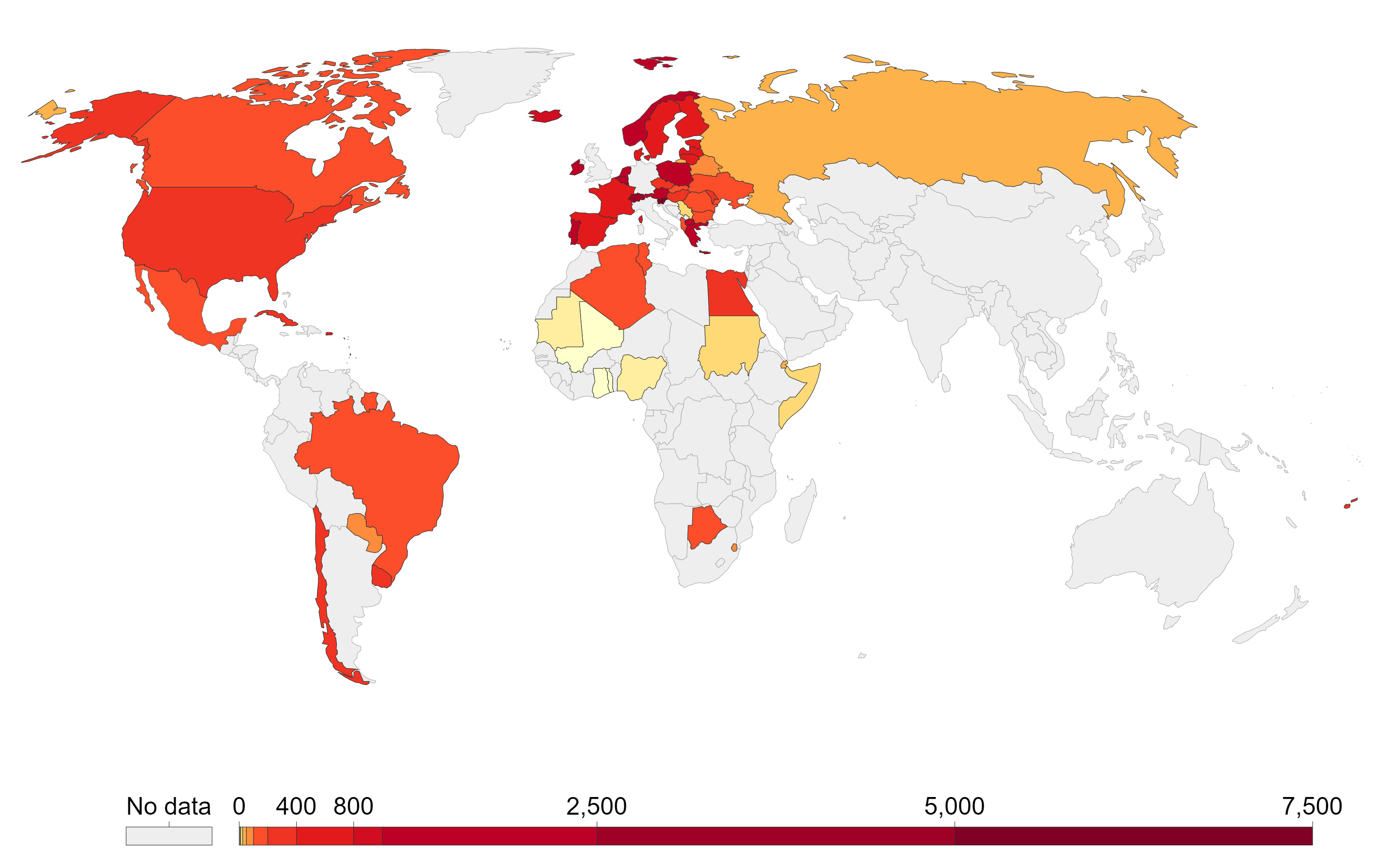
Кількість тракторів на 100 квадратних кілометрів ріллі, 2006

Тра́ктор (англ. tractor, лат. traho — тягну) — безрейковий транспортний засіб, який використовують як тягач. Вирізняється низькою швидкістю і великою силою тяги.

## Загальний опис
Широко застосовується в сільському господарстві для оранки землі та переміщення несамохідних знарядь і машин. Трактор може бути обладнаний навісними та напівнавісними знаряддями.

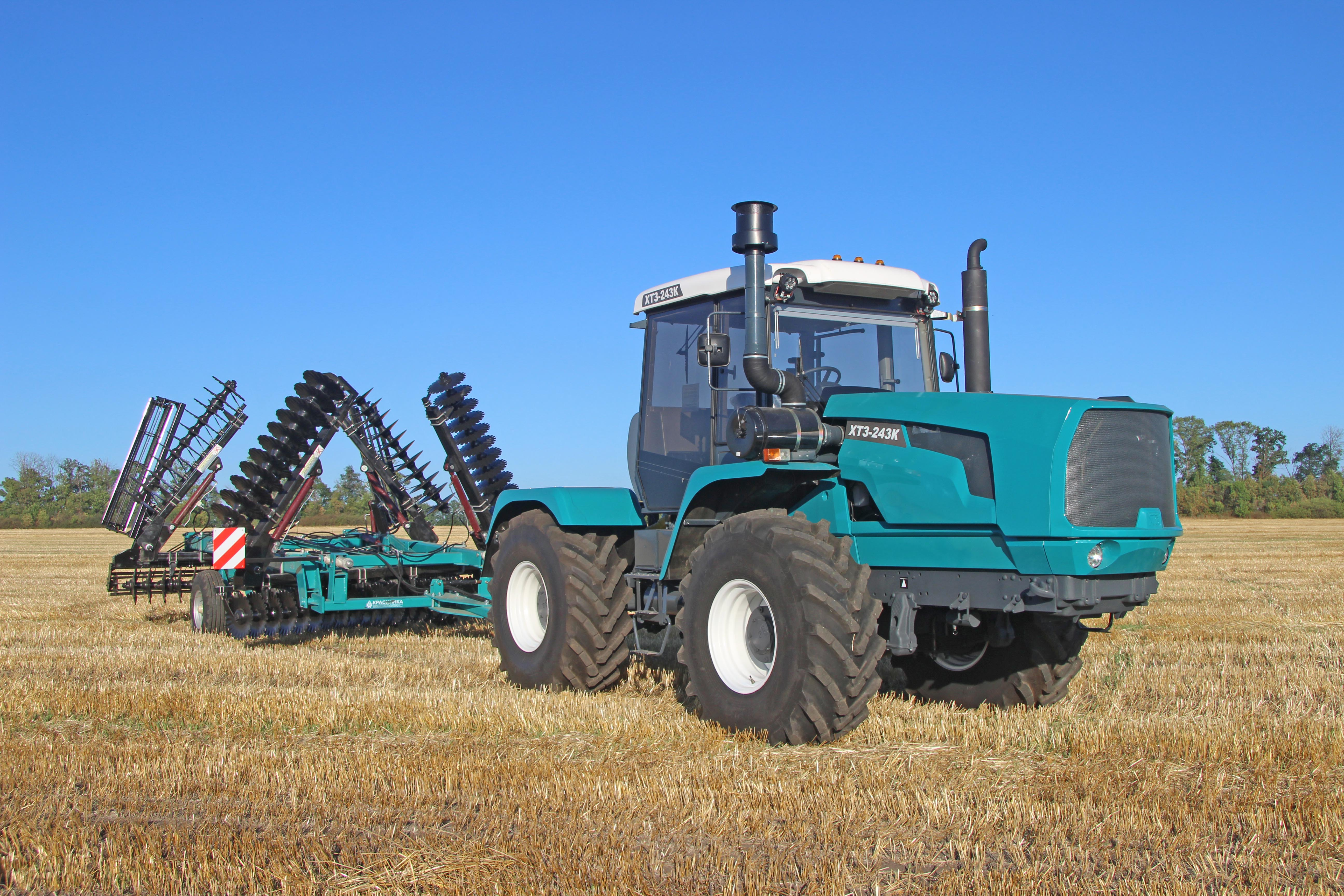
Сучасний український трактор ХТЗ-243К

Перші колісні трактори з паровими двигунами з'явилися в Англії і Франції 1830 року, і вони як правило, застосовувалися для транспортування вантажів у військовій справі. З 1850 року парові трактори почали використовувати в сільському господарстві цих країн, а з 1890 — в сільському господарстві США.
Перший трактор в Україні, під назвою «Запорожець», випускався з 1923 року на заводі (нині Дизелебудівний завод) у місті Великий Токмак Запорізької області.
Трактор складається з рами (остова трактора), двигуна, трансмісії, ходової частини, механізму керування та робочого й допоміжного обладнання.

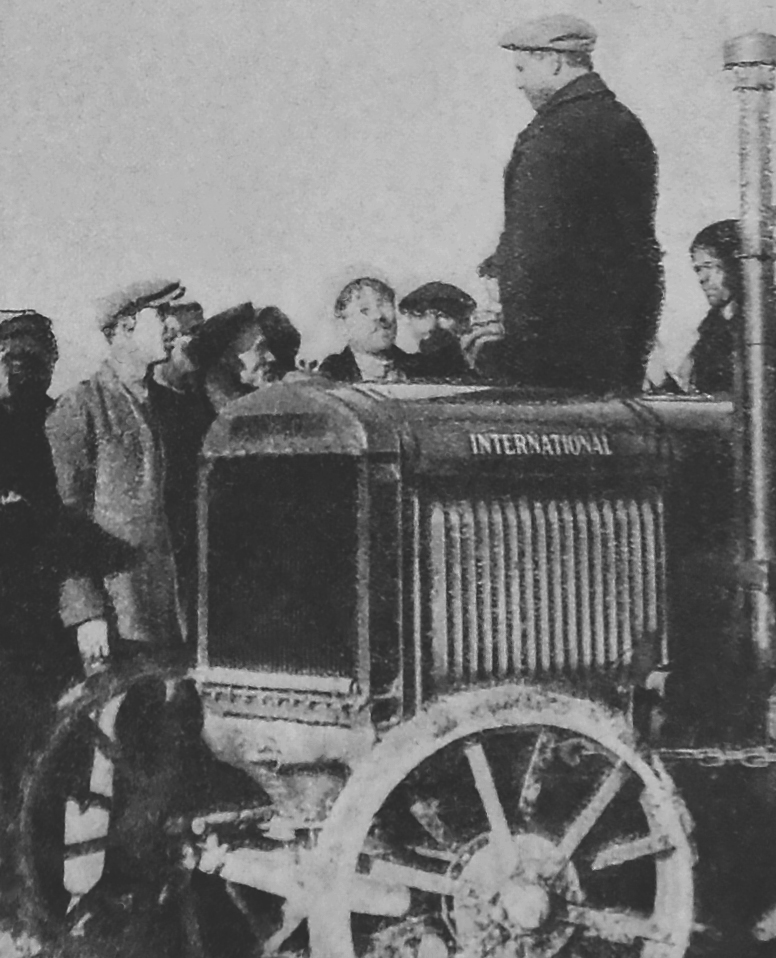
McCormick-Deering 15-30 (виробництво International Harvester) на полях Української РСР. Ця модель тракторів пізніше випускалась як СХТЗ 15-30. Виробництво в Харкові (ХТЗ) з 1931 року та Сталінграді (СТЗ) з 1930 року. Обидва виробництва розроблені Albert Kahn Inc та збудовані McClintock та Marshall.

Двигун перетворює енергію пального на механічну. Найпоширеніші трактори — з дизельним двигуном внутрішнього згоряння (дизелі), що перетворює теплову енергію дизельного пального на енергію механічну, і тим самим приводить до руху колінчастий вал, через який енергія розповсюджується на весь машинно-тракторний агрегат. Трансмісія трактора трансформує енергію двигуна (крутний момент, частоту обертання) та передає її до рушіїв (тягових коліс чи зірочок). Основні елементи трансмісії трактора: зчеплення, коробка передач, головна та кінцева передачі, а також механізми повороту. Ходова частина трактора перетворює обертовий рух на поступальний, та передає навантаження від трактора на ґрунт і забезпечує його маневровість. Складається з ведучих і напрямних коліс або гусеничного ходу та елементів, що з'єднують їх з остовом трактора. Механізми керування трактора (кермове керування і гальма) забезпечує керування окремими агрегатами і машини в цілому. Для полегшення праці водія сучасні трактори обладнані гідравлічними, пневматичними та механічними підсилювачами. В складі робочого обладнання трактора — причіпні пристрої, навісна система трактора, вали відбору потужності, приводний шків, ходозменшувач для зниження швидкості руху, система блокування диференціала, система освітлення та сигналізації, довантажувачі ведучих коліс, контрольно-вимірювальна апаратура тощо.
Конструкції тракторів постійно удосконалюються в напрямку зниження питомої металоємності, збільшення потужності двигуна та робочої швидкості трактора, підвищення енергооснащеності, поліпшення тягових властивостей трактора. Два основні типи тракторів — колісні і гусеничні. Обидва види мають свої переваги і вади.

## Трактора за типом рушія

### Колісні
Колісні трактори можна використовувати на дорогах загального користування, вони можуть розвивати значну швидкість. Проте їх сила зчеплення з ґрунтом обмежена, а отже обмежена і сила тяги. На рихлому ґрунті такі трактори можуть пробуксовувати. Для усунення цієї хиби були створені трактори з приводом на всі колеса, проте такі машини вирізняються великою вагою і під час руху полем, вони занадто ущільнюють ґрунт. Для зниження тиску на ґрунт ширина шин тракторів останнім часом (2000-і) збільшується. Колісні трактори мають перед гусеничними перевагу в маневровості, швидкості, але поступаються в силовій тязі.

### Гусеничні

Загальна будова гусеничного трактора Т-150

Гусеничні трактори мають більшу силу тяги порівняно з колісними. Основна вада більшості гусеничних тракторів — неможливість переміщення асфальтованими дорогами без руйнування покриття, виняток становлять трактори з гумовотросовими гусеницями. Невеликі швидкості руху гусеничних тракторів (30—40 км/год) компенсуються зменшеним тиском на ґрунт внаслідок великої площі контакту з ґрунтом за такої ж маси, що і в колісного трактора. Гусеничні трактори широко застосовуються в сільському господарстві на слабконесучих ґрунтах та в промисловості через свою непримхливість.

## Класифікація тракторів за призначенням
За призначенням трактори розділяють на сільськогосподарські та промислові. 

### Сільськогосподарські трактори
Сільськогосподарські трактори поділяються на просапні (універсально-просапні) та загального призначення.
1. Трактори загального призначення поділяються на орні та транспортні.
  1. Орні трактори призначені для суцільної оранки ґрунтів на полях. Наприклад, орні трактори виробництва СРСР мали тяговий клас від 3 до 10 тонно-сил і енергоємність від 25 до 30 кінських сил на одну тонно-сили тяги. Гусеничні трактори здійснюють оранку на швидкостях 6-10 км/ч, а колісні — 10-20 км/ч. Орні трактори мають зміщений уперед центр тяжіння. Це необхідно для того, щоб при роботі з плугом рівномірно розподілити вагу на всю довжину гусениці.
  2. Транспортні трактори бувають тільки колісними. Призначені для перевезення сільськогосподарських вантажів на причепах. Мають високі робочі швидкості — до 50 км/год. Перевезення сільськогосподарських вантажів транспортними тракторами менш затратна, ніж вантажними автомобілями підвищеної прохідності аналогічної вантажопідйомності.
2. Просапні, це трактори які дозволяють механізувати міжрядну обробку (культивацію, спушування, підгортання, обприскування, прибирання) просапних культур (кукурудзи, цукрового буряка, бавовнику тощо). Особливості просапних тракторів — пристосовність до роботи з навісними машинами (знаряддями) та гарна прохідність у міжряддях просапних культур, значний (зазвичай регульований) розмір колії, великий дорожній просвіт, вузькі колеса (гусениці).
  1. Універсально-просапні — це просапні трактори, у яких дорожній просвіт (кліренс) дорівнює приблизно 450 мм, що передбачає як можливість обробітку різних культур, так і виконання різних робіт. Важливою особливістю універсально-просапних тракторів є можливість регулювання ширини колії. Універсально-просапні трактори є переважно колісними.

### Промислові трактори
Базові моделі промислових тракторів вирізняються більшими, ніж в сільськогосподарських, тяговими зусиллями. Вони виконують землерийні, дорожньо-будівельні, трубоукладні, меліоративні та інше, роботи в агрегаті зі всілякими навісними (бульдозерна лопата, снігоочисник, екскаваторний ківш і тому подібне) і причіпними (скрепер, грейдер тощо) машинами (знаряддями). Залежно від умов роботи трактора використовують різні модифікації базових моделей (наприклад, для сільськогосподарського трактора) — виноградник, болотохідний, садовий; для промислових тракторів — меліоративний, лісосплавний, трелювальний). Сільськогосподарські трактори залежно від сили тяги на гаку (кН), поділяються на класи.

## Експлуатаційні показники тракторів

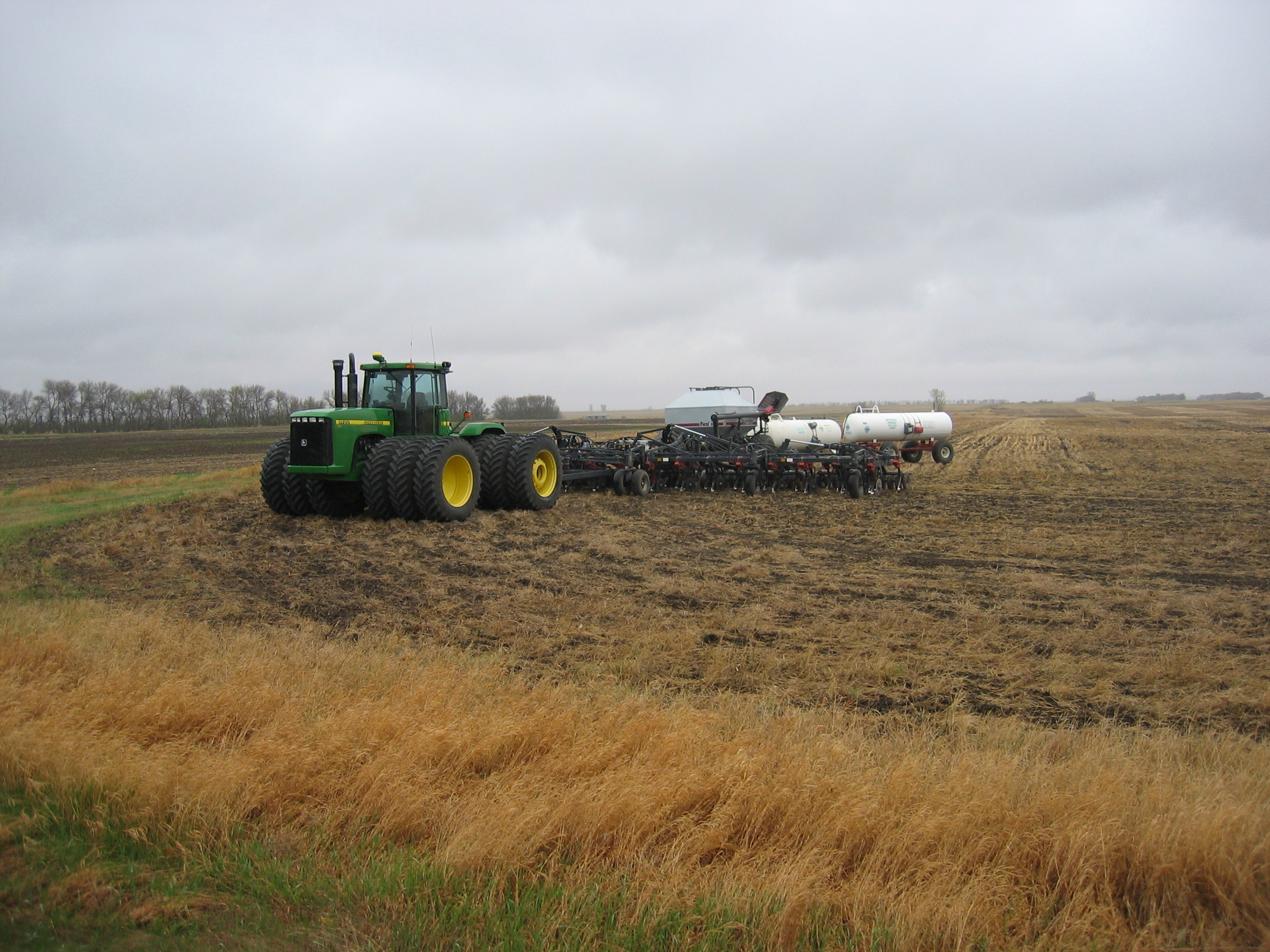
Великий, сучасний повнопривідний трактор John Deere моделі 9400 із потрійними колесами та вервечкою причіпних знарядь з буксируванням тягою, що охоплює: однопрохідне землеобробне обладнання, сівалку та пристрій внесення добрив з баками.

Основні експлуатаційні показники тракторів поділяють на техніко-економічні, технічні і агротехнічні. До техніко-економічних показників належать: продуктивність в агрегаті, тягові якості, трудомісткість обслуговування і відходу, металоємність та інші показники. До технічних — стійкість трактора (подовжня і поперечна), легкість керування, зручність роботи трактористів (наявність кабіни, контрольних приладів; кількість місць для сидіння); до агротехнічних — питомий тиск на ґрунт прохідність в міжряддях (дорожній просвіт, абрис, захисні зони), маневровість в агрегаті, плавність ходу, точність дотримання руху заданим напрямком. Приклад техніко-економічних характеристик:
| Характеристики                     | ХТЗ-16131 (Україна) | Challenger МТ-665В (США) |
| ---------------------------------- | ------------------- | ------------------------ |
| Тип трактора                       | Колісний            | Колісний                 |
| Двигун                             | BF6M1013E           | 84 СТА                   |
| Потужність, кВт, (к.с.)            | 142 (190)           | 213 (290)                |
| Вантажність начіпної системи, тонн | 7                   | 10,5                     |
| Колісна база, мм                   | 2800                | 3080                     |
| Довжина, мм                        | 6640                | 5240                     |
| Ширина, мм                         | 2480                | 2550                     |
| Висота, мм                         | 3375                | 3140                     |
| Експлуатаційна маса, кг            | 8260                | 9050                     |
| Ціна, Євро                         | 22 000              | 155 000                  |

## Ринок
| Продаж нових тракторів у світі (2014), тис. одиниць |        |        |        |        |        |     |
| Країна                                              | 2010   | 2011   | 2012   | 2013   | 2014   | %   |
| --------------------------------------------------- | ------ | ------ | ------ | ------ | ------ | --- |
| Канада                                              | 22,834 | 24,117 | 25,449 | 27,542 | 28,144 | 2   |
| США                                                 | 164,89 | 168,01 | 185,33 | 201,85 | 208,27 | 3   |
| Бразилія                                            | 56,42  | 52,296 | 55,81  | 65,089 | 55,537 | -15 |
| Японія(> 22 kW)                                     | 16,363 | 17,222 | 19,001 | 24,721 | 20,944 | -15 |
| Китай (> 18 kW)                                     | 320    | 367    | 416    | 524,5  | 524,6  | 0   |
| Корея (> 22 kW)                                     | 15,28  | 14,291 | 13,471 | 12,853 | 12     | -7  |
| Індія                                               | 520,07 | 612,69 | 529,96 | 619,16 | 592,94 | -4  |
| Росія                                               | 21,085 | 36,997 | 41,827 | 40,158 | 37,5   | -7  |
| Туреччина                                           | 36,072 | 60,466 | 50,32  | 52,285 | 58,5   | 12  |
| ЄС                                                  | 167,52 | 187,35 | 184,26 | 184,34 | 169,5  | -8  |
| з яких:                                             |        |        |        |        |        |     |
| Франція                                             | 29,123 | 35,409 | 38,754 | 42,656 | 33,127 | -22 |
| Німеччина                                           | 28,587 | 35,977 | 36,264 | 36,248 | 34,611 | -5  |
| Італія                                              | 23,323 | 23,431 | 19,343 | 19,018 | 18,178 | -4  |
| Велика Британія                                     | 14,486 | 15,217 | 14,964 | 13,49  | 13,526 | 0   |
| Увесь світ                                          | 1700   | 1900   | 1950   | 2200   | 2130   | -3  |

## Безпека

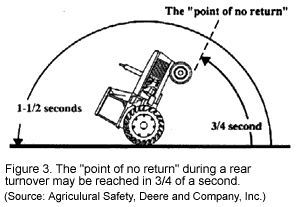
Плакат небезпеки

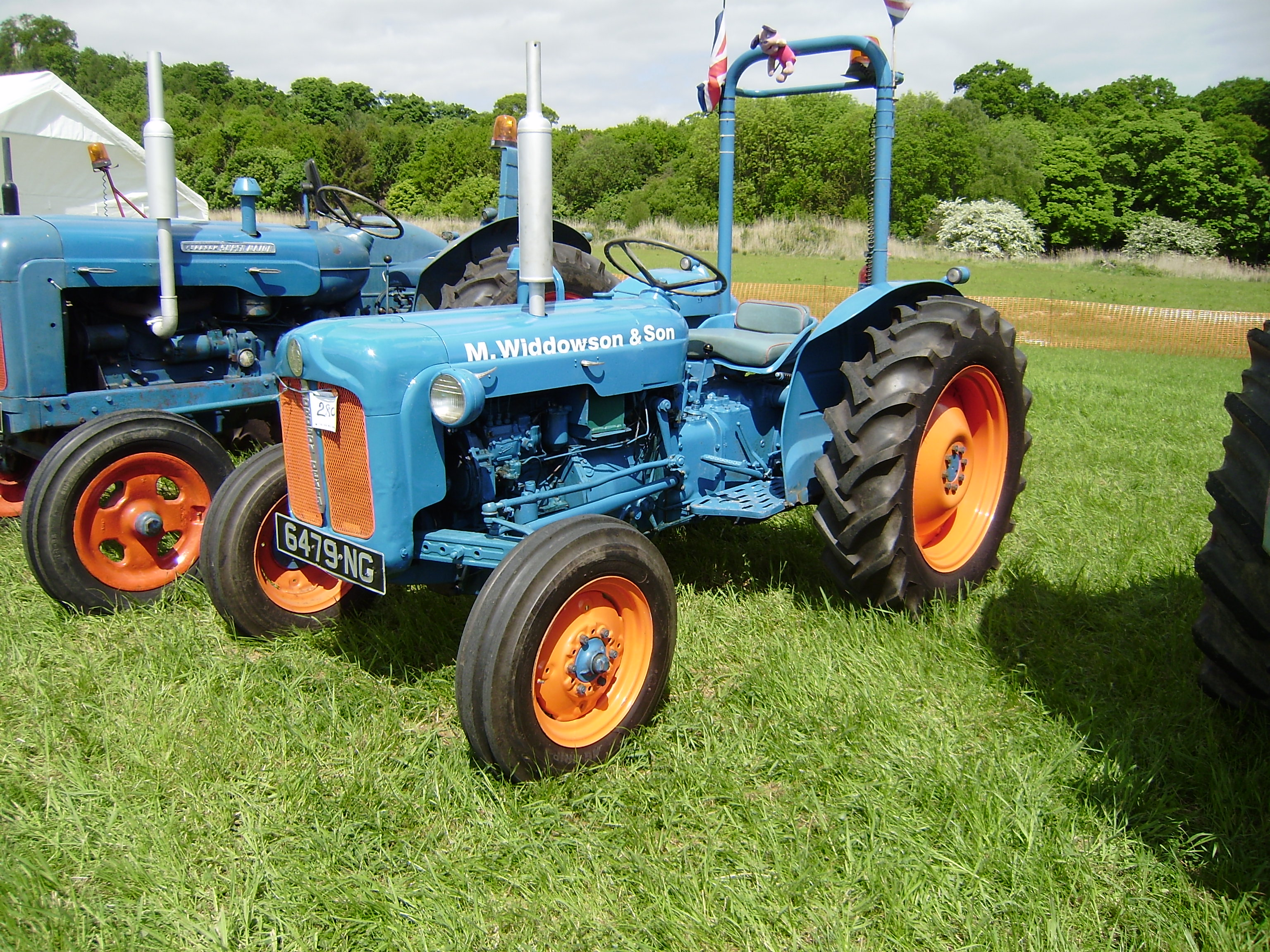
Захисна дуга над місцем перебування тракториста

Для прикладу, сільське господарство США є однією з найнебезпечніших галузей промисловості, а її перевершують лише гірнича промисловість та будівництво. Жодна інша сільськогосподарська машина не настільки ототожнюється з небезпеками виробничого сільського господарства, як трактор. Тракторний травматизм становить приблизно 32% смертельних випадків та 6% нещасних випадків у сільському господарстві. Понад 50% припадає на перекидання тракторів. 
Конструкція захисту від перекидання (ROPS) та ремінь безпеки є найважливішими пристроями для захисту операторів від смерті під час перекидання трактора.
Сучасні трактори мають ROPS, щоби запобігти задушенню оператора, якщо трактор перевернеться. ROPS не запобігає перекиданню трактора; швидше, це рятує оператора під час перекидання. Це особливо важливо для відкритих тракторів, де ROPS це сталева балка, яка простягається над сидінням тракториста. Для тракторів з кабінами ROPS є частиною рами кабіни. ROPS із закритою кабіною додатково знижує ймовірність серйозних нівечень, оскільки тракторист додатково захищений стінками кабіни.
Уперше такі пристрої були передбачені законодавством Швеції 1959 року. До цього деякі фермери гинули, коли їхні трактори перекидалися. До впровадження ROPS просапні трактори були особливо небезпечними через конструкцію «триколісного велосипеда» з двома передніми колесами, розташованими близько одне до одного і нахиленими всередину до землі. Деякі фермери загинули при перекиданні, працюючи на тракторах уздовж крутих схилів або коли холодна погода спричиняла примерзання шин до землі — в обох випадках трактор обертався навколо задньої осі. ROPS уперше почали вимагати в США 1986 року, але ця вимога не застосовувалась відносно тракторів, вироблених до цього року; отже, прийняття ROPS було неповним у сільському господарстві.

## Інтернет-ресурси
- Purdue University Tractor Safety Article re: ROPS, PTO, etc
- Agricultural Tractors and Machinery, каталог посилань Open Directory Project
- Nebraska Tractor Test Laboratory
- Historical Tractor Test Reports and Manufacturers' Literature Reports on 400+ models 1903—2006
- A History of Tractors at the Canada Agriculture Museum